# Kader Arif
Kader Arif (ur. 3 lipca 1959 w Algierze) – francuski polityk pochodzenia algierskiego, eurodeputowany, poseł do Zgromadzenia Narodowego, minister delegowany (2012–2014) oraz sekretarz stanu (2014) we francuskim rządzie.

## Życiorys
Studiował w Castres i Tuluzie. Absolwent Université de Toulouse-II-Le Mirail, uzyskał magisterium z zakresu komunikacji społecznej.
Zaangażował się w działalność Partii Socjalistycznej. Od 1988 do 1992 pełnił funkcję doradcy Lionela Jospina. Przez następne trzy lata był doradcą rządowym. Pracował następnie w liniach lotniczych Air Liberté i jako wykładowca akademicki. Przez kilka lat był radnym Castanet-Tolosan.
W 1999 został przewodniczącym socjalistów w departamencie Górna Garonna, rok później wszedł w skład biura krajowego PS. W 2004 z jej ramienia uzyskał mandat posła do Parlamentu Europejskiego. Przystąpił do grupy Partii Europejskich Socjalistów oraz do Komisji Handlu Międzynarodowego. W 2009 został wybrany na kolejną kadencję. 16 maja 2012 objął urząd ministra delegowanego ds. kombatantów w rządzie, którego premierem został Jean-Marc Ayrault. Utrzymał to stanowisko także w drugim rządzie tego samego premiera (od 21 czerwca 2012), uzyskując wcześniej w wyborach parlamentarnych mandat deputowanego do Zgromadzenia Narodowego XIV kadencji. Funkcję ministra delegowanego sprawował do końca funkcjonowania rządu w 2014, 9 kwietnia tegoż roku nominowany na sekretarza stanu ds. kombatantów w rządzie Manuela Vallsa. Ponownie powołany w sierpniu tegoż roku w skład drugiego gabinetu tegoż premiera. Zakończył urzędowanie 21 listopada 2014.